# 1087 (numero)
Milleottantasette (1087) è il numero naturale dopo il 1086 e prima del 1088.

## Proprietà matematiche
- È un numero dispari.
- È un numero primo e un numero primo forte.
- È un numero difettivo.
- È un numero palindromo e un numero ondulante nel sistema posizionale a base 12 (767).
- È un numero nontotiente in quanto dispari e diverso da 1.
- È un numero fortunato.
- È un numero congruente.
- È un numero intero privo di quadrati.
- È un numero odioso.
- È parte della terna pitagorica (1087, 590784, 590785).

## Astronomia
- 1087 Arabis è un asteroide della fascia principale del sistema solare.
- NGC 1087 è una galassia nella costellazione della Balena.
- IC 1087 è una galassia nella costellazione della Vergine.

## Astronautica
- Cosmos 1087 è un satellite artificiale russo.